# Il gran viziato
Livio Garzanti. Il gran viziato. La morale nascosta di un editore formidabile è un film documentario del 2024 diretto da Giacomo Gatti, sulla figura di Livio Garzanti, uno degli editori più influenti e imprevedibili dell’editoria italiana del Novecento.
Prodotto da 3D Produzioni in associazione con la Fondazione Ravasi Garzanti, il film è stato selezionato per il Biografilm Festival 2025 ed è andato in onda su Sky Arte a partire dal 13 febbraio 2025.

## Trama
Guidato dalla voce e dalla presenza scenica di Toni Servillo, il film ripercorre la vita e l’eredità culturale di Livio Garzanti, esplorando la complessità della sua personalità e delle sue scelte editoriali.
Attraverso materiali d’archivio, testimonianze e riflessioni personali, il documentario restituisce il ritratto di un uomo geniale e introverso, capace di influenzare profondamente il panorama culturale italiano, promuovendo autori come Pier Paolo Pasolini, Carlo Emilio Gadda, Goffredo Parise, Paolo Volponi e Claudio Magris.
Il titolo Il gran viziato è un anagramma coniato da Roberto Benigni per descrivere l’editore.

## Produzione
Il film è prodotto in associazione con la Fondazione Ravasi Garzanti, istituita per volontà testamentaria di Livio Garzanti. La fondazione si occupa di servizi socio-sanitari per le famiglie con persone affette da Alzheimer, promuove la ricerca sull’invecchiamento e organizza iniziative culturali per la valorizzazione della terza età.
La realizzazione ha richiesto mesi di ricerca storica e il recupero di materiali rari, a partire dalla città di Forlì, luogo d’origine di Aldo Garzanti, padre di Livio. Durante la Seconda guerra mondiale, Aldo offrì protezione e lavoro a diversi collaboratori ebrei in un contesto segnato dalle leggi razziali e dalle deportazioni.
Il documentario racconta anche l'impegno filantropico di Livio Garzanti, che sostenne realtà come Vida, Naga, Emergency e Gruppo Abele.

## Distribuzione
Il film è stato presentato al Biografilm Festival 2025.
Successivamente è stato trasmesso in prima visione su Sky Arte il 13 febbraio 2025.